# Peter Everard Coleman
Peter Everard Coleman (* 28. August 1928 in London; † 27. Dezember 2001 bei Salisbury) war ein anglikanischer Theologe und von 1984 bis 1996 Suffraganbischof in der Diözese Exeter.

## Leben
Peter Everard Coleman besuchte das Haileybury and Imperial Service College, eine Public School (Internat) bei Hertford. Nach seinem Dienst bei den Royal Horse Guards und der Royal Artillery studierte er Rechtswissenschaften am King’s College London. Ihn beeindruckte das religiöse Leben im King’s College und er beschloss, Geistlicher zu werden.
Nach dem Theologiestudium am Westcott House in Cambridge war Coleman Vikar an der St. Francis’ Church in Bedminster bei Bristol und an der St. Helen’s Church im Stadtteil Bishopsgate in der City of London, verbunden mit dem Amt eines Sekretärs des Student Christian Movement (SCM). 1960 kehrte er als Studentenseelsorger und Dozent für Ethik ans King’s College zurück und nutzte die Gelegenheit, dort nebenher sein Jurastudium abzuschließen.
1966 wurde Coleman Vikar an der St Paul’s Church im Stadtteil Clifton von Bristol und Studentenseelsorger an der University of Bristol. 1971 beauftragte Oliver Tomkins, Bischof von Bristol, ihn mit der theologischen und spirituellen Begleitung der jungen Geistlichen in seinem Bistum. 1976 verlieh ihm die University of Bristol den Titel eines Master of Letters. 1980 veröffentlichte er das Buch Christian Attitudes to Homosexuality. Darin erläuterte er die biblischen, historischen und rechtlichen Hintergründe der damals anlaufenden Debatte über die Haltung der Kirche gegenüber Homosexuellen.
Von 1981 bis 1984 war Coleman Archidiakon im Bistum Worcester und Kanoniker (Canon Residuary) der Kathedrale von Worcester. 1984 berief ihn Bischof Eric Mercer von Exeter zum Suffraganbischof mit dem Ehrentitel eines „Bishop of Crediton“, benannt nach dem einstigen katholischen Bistum Crediton. Sein Sprengel war der Norden und der Osten der Grafschaft Devon.
Coleman war von 1974 bis 1981 und erneut von 1990 bis 1995 Mitglied der Generalsynode der Church of England. Mit Hewlett Thompson, Bischof von Exeter, gab er von 1982 bis 1991 die Zeitschrift Theology heraus. Er war ökumenisch engagiert und einer der Vertreter der Church of England in den Gesprächen mit der Herrnhuter Brüdergemeine über die wechselseitige Zulassung zum Abendmahl. Er war Vorsitzender des britischen Fördervereins des Ökumenischen Institutes Tantur bei Jerusalem.
Seinen Lebensabend verbrachte Peter Coleman in Somerset. Er starb am 27. Dezember 2001 durch einen Autounfall bei Salisbury.

## Familie und Nachkommen
Am 14. Mai 1960 verwirklichte Peter Coleman sein Glück und heiratete in Wien die Dolmetscherin Elisabeth Donata Regina Emma Clementine Prinzessin Reuß zu Köstritz (1932–2022), Tochter von Prinz Heinrich XXXIX. Reuß zu Köstritz (1891–1946) und Gräfin Antonia Emma Elisabeth zu Castell-Castell (1896–1971). Peter Coleman und Elisabeth Donata hatten zwei Söhne und zwei Töchter:
- Antonia Emma Elizabeth Coleman (* 22. August 1961)
- Basil Henry Coleman (* 1. Mai 1963)
- Bennedict Amadeus Michael Coleman (* 17. September 1965)
- Elena Louise Regina Coleman (* 21. April 1969)

## Schriften
- Experiments in prayer. Student Christian Movement (SCM) Press, London 1961.
- A Christian approach to television. Church Information Office, London 1968, ISBN 0-7151-4503-7.
- Christian Attitudes to Homosexuality. Society for Promoting Christian Knowledge (SPCK) Publishing, London 1980, ISBN 0-281-03756-6.
- Gay Christians: A Moral Dilemma. SCM Press, London 1989, ISBN 0-334-00532-9.
- als Herausgeber: The ordination of women to the priesthood. A digest of the second report by the House of Bishops. Church House Publishing, London 1990, ISBN 0-7151-3730-1.